# Hojná Voda
Hojná Voda (deutsch Heilbrunn; bis 1623 Wilhelmsberg) ist ein Dorf in der Gemeinde Horní Stropnice im Okres České Budějovice in Tschechien. Es liegt 35 Kilometer südöstlich von Budweis (České Budějovice).

## Geographie
Hojná Voda liegt im Gratzener Bergland in Grenznähe zu Österreich. Nachbarorte sind Dobrá Voda im Norden, Dlouhá Stropnice (Langstrobnitz), Šejby (Scheiben) und Staré Hutě im Südosten, Černé Údolí (Schwarzthal) im Süden, Benešov nad Černou im Westen sowie Hartunkov (Hardetschlag) und Konratice im Nordwesten. Jenseits der Grenze zu Österreich liegen im Osten Harbach und Lauterbach.

## Geschichte

Historisches Wappen von Hojná Voda

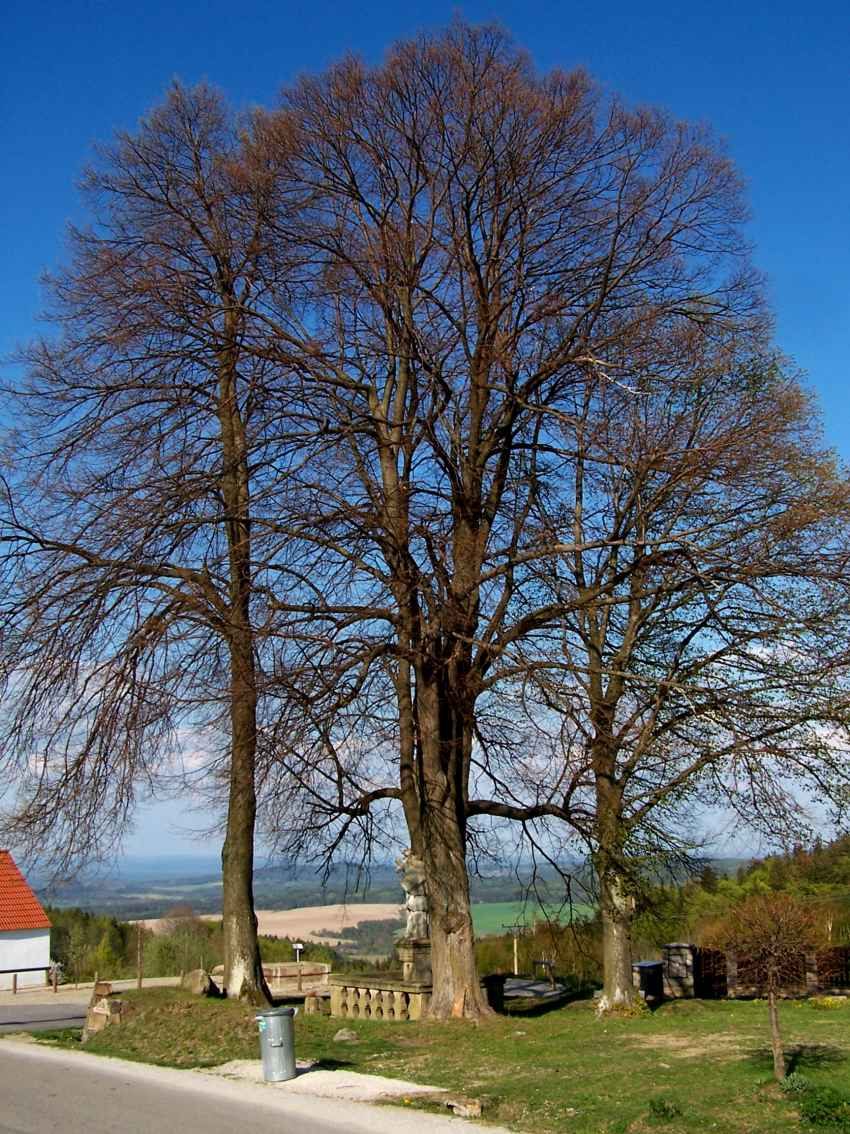
Bildstock des hl. Johannes von Nepomuk

Nachdem auf dem Gebiet oberhalb von Strobnitz eine Heilquelle entdeckt wurde, errichtete um die Mitte des 16. Jahrhunderts Wilhelm von Rosenberg einige Häuschen, die als Unterkunft für Heilungssuchende dienten. Nach der Lebensbeschreibung, die der Rosenberger Archivar Václav Březan über Wilhelm von Rosenberg anfertigte, suchte auch dieser hier Heilung, weshalb der Ort zunächst als „Wilhelmsberg“ bezeichnet wurde. 1577 gehörte auch Wilhelms Bruder Peter Wok von Rosenberg zu den Badegästen am Wilhelmsberg. Um diese Zeit bestand hier bereits eine Kapelle, die von Geistlichen aus Beneschau seelsorglich betreut wurde.
Nach dem Tod des letzten Rosenbergers Peter Wok 1611, gelangte Wilhelmsberg an Peter von Schwanberg, der es seiner Herrschaft Gratzen anschloss. Da er am böhmischen Ständeaufstand beteiligt war, verlor er nach der Schlacht am Weißen Berg seine Besitzungen. Nachfolgend schenkte Kaiser Ferdinand II. Wilhelmsberg seinem Feldherrn Carl Graf Bucquoy, bei dessen Nachkommen es bis zur Vertreibung 1945 verblieb.
1623 wurde Wilhelmsberg in „Heilbrunn“ umbenannt. 1625–1630 errichtete Maria Magdalena von Buquoy an der Stelle der ehemaligen Kapelle die St.-Anna-Kirche als Filialkirche von Strobnitz. 1650 wurde sie zur Pfarrkirche erhoben und erlangte eine Bedeutung als Wallfahrtskirche. Ab 1674 wurde die Stelle des Pfarrers mit Zisterziensern aus dem Kloster Hohenfurt besetzt. Nach der Errichtung der barocken Wallfahrtskirche „Maria Trost“ im benachbarten Brünnl ging die Heilbrunner Wallfahrt zurück. 1708 wurden Heilbrunn und Brünnl zu einer Pfarrgemeinde vereint, die unter dem Patronat der Grafen Buquoy stand, wobei die Geistlichen weiterhin vom Kloster Hohenfurt gestellt wurden. Erst 1855 wurde Heilbrunn eine selbständige Pfarrei. 1892 bestand die dreiklassige Schule in Heilbrunn aus 212 Schülern.
1938 betrug die Einwohnerzahl über 600, davon waren 15 % Tschechen. Nach dem Zweiten Weltkrieg wurde die deutsche Bevölkerung 1945/46 vertrieben. Als letzter Pfarrer von Heilbrunn amtierte der Hohenfurter P. Daniel Waschenpelz. Nach der Übernahme der Macht durch die Kommunisten 1948 wurde die Gegend von Hojná Voda wegen der Grenznähe zu Österreich zum politischen Sperrbezirk erklärt. Nachfolgend wurde der Heilbetrieb eingestellt und die meisten Häuser sowie die Kirche zerstört. Nach der politischen Wende von 1989 wurde die touristische Infrastruktur ausgebaut, wodurch sich allmählich der Sommer- und Wintertourismus entwickelt. 1991 hatte der Ort 25 Einwohner. Im Jahre 2001 bestand das Dorf aus 15 Häusern, in denen 33 Menschen lebten.

## Sehenswürdigkeiten
- Bildstock des hl. Johannes von Nepomuk
- Die St.-Anna-Pfarrkirche wurde nach dem Zweiten Weltkrieg zerstört.
- Der Heilbrunner Urwald (Hojnovodský prales) östlich von Hojná Voda wurde 1838 zusammen mit dem südlicher gelegenen Sophien-Urwald von Georg Franz August von Buquoy als Naturschutzgebiet ausgewiesen. Sie gehören damit zu den ältesten Naturschutzgebieten Europas.

## Persönlichkeiten
- Hans Schrenk (1897–unbekannt), nationalsozialistischer Kreisleiter im Kreis Scheibbs